# Yoo Yong-Hap
Yoo Yong-Hap es un deportista surcoreano que compitió en taekwondo.
Ganó dos medallas de oro en el Campeonato Mundial de Taekwondo, en los años 1975 y 1977, y dos medallas de oro en el Campeonato Asiático de Taekwondo, en los años 1976 y 1978.

## Palmarés internacional
| Campeonato Mundial  | Campeonato Mundial       | Campeonato Mundial | Campeonato Mundial |
| Año                 | Lugar                    | Medalla            | Categoría          |
| ------------------- | ------------------------ | ------------------ | ------------------ |
| 1975                | Seúl (Corea del Sur)     | Medalla de oro     | –68 kg             |
| 1977                | Chicago (Estados Unidos) | Medalla de oro     | –74 kg             |
| Campeonato Asiático |                          |                    |                    |
| Año                 | Lugar                    | Medalla            | Categoría          |
| 1976                | Melbourne (Australia)    | Medalla de oro     | –74 kg             |
| 1978                | Hong Kong (Reino Unido)  | Medalla de oro     | –74 kg             |